# 永昌 (李自成)
永昌（えいしょう）は、明を打倒した李自成が順朝建国を宣言した際に使用した元号。1644年 - 1645年。朝鮮の永昌大君とは別人物。

## 西暦・干支・他元号との対照表
| 永昌 | 元年     | 2年               |
| 西暦 | 1644年   | 1645年            |
| 干支 | 甲申     | 乙酉              |
| 明   | 崇禎17年 | -                 |
| 南明 | -        | 弘光元年 隆武元年 |
| 清   | 順治元年 | 順治2年           |

## 私年号か否か
李自成の勢力が明を滅亡させたことが歴史的事実ではあるが、建国を宣言した順のその成立から滅亡までの経緯から、永昌を単に私年号に区分している書籍も多く存在している。しかし順を明と清の間に歴然と存在する短命王朝として扱うべきであり、他に私年号に区分される元号を使用した政権とはその歴史的評価を区別するべきである、との意見もある。